# Brachymeria feae
Brachymeria feae är en stekelart som beskrevs av Masi 1929. Brachymeria feae ingår i släktet Brachymeria och familjen bredlårsteklar.
Artens utbredningsområde är:
- Angola.
- Guinea-Bissau.
- Nigeria.
- Senegal.

Inga underarter finns listade.